# Kozaklı
Kozaklı, früher auch Hamamorta, ist eine Kleinstadt und Hauptort des gleichnamigen Landkreis (İlçe) in der zentralanatolischen Provinz Nevşehir, einer der kleinsten Provinzen der Türkei. Kozaklı ist aufgrund seiner zentralen Lage zu den nächstgelegenen größeren Städte Nevşehir, Kayseri, Yozgat, Niğde und Kırşehir (alle circa 100 km entfernt) und vor allem aufgrund seiner natürlichen Thermalquellen und der dadurch entstandenen Hamame und Hotelanlagen ein beliebter Kururlaubsort im zentralanatolischen Kappadokien.
Die Thermenstadt Kozaklı hat sich vor allem in den letzten Jahren baulich sehr verändert. Durch Investitionen haben die Hotels (ca. 20) ihre Zimmerkapazitäten auf ca. 650 und die Bettenkapazitäten auf ca. 7000 erhöht. Die überwiegende Zahl der Gäste kommt aus dem Binnentourismus, wobei besonders in den Sommermonaten eine Vorausreservierung notwendig werden kann.
Über die Namensgebung der Stadt existieren keine gesicherten Informationen. Die Vermutungen gehen jedoch in die Richtung, dass die Stadt nach einer Persönlichkeit namens Kozoğlu benannt wurde, der zur Zeit der Seldschuken lebte und dessen Grab noch in der Stadt vorhanden ist.
In die Schlagzeilen der Medien ist Kozaklı auch wegen eines gescheiterten Rehabilitationszentrums geraten, des ersten in der Türkei überhaupt. Das Anfang der 1980er Jahre mit modernster Ausstattung nach europäischen Standards geplante Rehabilitationszentrum konnte aufgrund von politischen Veränderungen und angeblichen Schmiergeldzahlungen nie fertiggestellt und in Betrieb genommen werden. Die Ruinen dieses Bauvorhabens sind gegenüber dem städtischen Thermalbad (Belediye Kaplıcası) zu sehen.
Der Landkreis wurde 1954 gebildet und liegt im Norden der Provinz. Neben der Kreisstadt besteht er aus 27 Dörfern (Köy) mit durchschnittlich 208 Bewohnern. Karahasanlı (1020) und Çayiçi (721) sind die größten Dörfer. 6 der 27 Dörfer haben mehr als der Durchschnitt (208) Einwohner. Auch das kleinste Dorf der Provinz (Küçükyağlı mit 9 Einw.) stammt aus dem Kreis. Der Landkreis hat mit 17,1 (Einw. je km²) die niedrigste Bevölkerungsdichte aller acht Kreise der Provinz.
Erwähnenswert ist auch das Pionierprojekt der Stadtverwaltung, jeden Haushalt mit geothermaler Energie zu versorgen. Dabei wird versucht, das relativ heiße Thermalwasser in den Haushalten für Heizungszwecke zu verwenden.